# أحمد إكرامي
احمد اكرامي (10 يوليو 1980 - 4 فبراير 2006) لاعب كرة قدم مصري لعب في مركز حارس المرمى، وهو النجل الأكبر للنجم إكرامي الشحات حارس مرمى النادي الاهلي السابق وشقيق شريف إكرامي حارس مرمى نادي بيراميدز حاليا.
ولد احمد اكرامي عام 1980، هوى احمد اكرامي ان يكون حارس مرمى مثل أبيه هو واخيه الأصغر شريف إكرامي فالتحق بفريق النادي الاهلي للناشئين في عمر ال8 سنوات فقام بتدريبه مدرب حراس مرمى الاهلي الكابتن احمد ناجي ولعب في جميع المراحل السنية في النادي الاهلي فكان ادائه متميز لدرجة وهو عمره 17 عاما التحق بفريق 20 عاما بالنادي الاهلي وبفضل ادائه المتميز اختاره الكابتن محمد علي ليكون ضمن منتخب مصر الذي لعب كأس العالم للناشئين تحت 17 عاما وشهد له جميع المدربين واللاعبين في البطولة بالأداء المتميز وفي عام 2001 لعب احمد اكرامي لنادي الترسانة فاصيب باصابة بالغة في كتفه أدت الي اعتزاله اللعب نهائيا فقال الكابتن احمد ناجي انه بمثابة ابنه فهو الذي دربه هو واخيه حتى صنع احمد اكرامي اللاعب المتميز حارس المرمى البارع وقال: ان احمد كان لا تفارق وجهه الابتسامة فكان يتميز بخفة الدم والخلق الرفيع وكان متفائلا جدا وكان دائما ما يشجع اصدقائه. وقد توفى اللاعب أحمد إكرامي عن عمر يناهز 25 عاما وقد جاءت الوفاة طبيعية وحدثت بالمنزل وتم تشييع الجنازة مساء السبت 4/2/2006